# Chrysophyllum zimmermanmii
Chrysophyllum zimmermanmii är en tvåhjärtbladig växtart som beskrevs av Adolf Engler. Chrysophyllum zimmermanmii ingår i släktet Chrysophyllum och familjen Sapotaceae. Inga underarter finns listade i Catalogue of Life.